# Біла чума
«Біла чума» (англ. The White Plague) — науково-фантастичний роман американського письменника Френка Герберта, який досліджує божевілля та помсту у світовому масштабі.

## Сюжет
Коли вибухнув автомобіль, начинений вибухівкою ІРА, 20 травня 1996 року дружина та діти молекулярного біолога Джона Рое О'Ніла гинуть серед інших людей. Засмчучений втратою вчений впадає в напівбожевільний стан, його розум розпадається на декількох особистостей, які реалізують його план. Він планує гендерну помсту і створює чуму, яка вбиває виключно жінок, але носіями якої є чоловіки. Потім О'Ніл випускає його в Ірландії (для підтримки ІРА), Англії (за їх дії в Ірландії та надання ІРА удару) та Лівії (для навчання зазначених терористів); він вимагає від урядів світу відправити всіх громадян цих країн назад до своїх країн, а також поставити ці країни на карантин і дозволити чумі продовжувати свою діяльність, щоб вони втратили те, що він втратив; якщо вони цього не зроблять, вони не звільняться від інших напастей.
Після звільнення від чуми він вирушає в Ірландію, щоб сховатися, плануючи запропонувати свої послуги як молекулярного біолога в надії саботувати всю роботу, яка там проводиться над пошуком ліків. Після приїзду до Ірландії, його підозрюють у тому, що він О'Ніл (у розшук його оголосили слідчі органи світу). Щоб поїхати до лабораторії в Кіллало змушений ходити зі священиком, хлопчиком, який прийняв обітницю мовчання через смерть матері, та Джозефом Геріті, сапером ІРА, який підірвав вибухівку, яка вбила О'Ніла дружина та діти; їх мета — підтвердити його особу, або шляхом непрямого допиту Геріті, або через можливість того, що він зізнається священику, зіткнувшись з болем, яку його помста завдала хлопчикові.
Тим часом в Англії та Ірландії порушився правопорядок, і старі ірландські способи повертаються. Місцеві терористи ІРА призначають себе «королями старовини», а інші відтворюють стародавні кельтські язичницькі релігії з центром горобини. ІРА ефективно контролює Ірландію, але, коли уряди світу переконуються, що О'Ніл там і фактично перебуває під вартою, вони розглядають можливість знищення трьох цільових цілей, щоб покінчити з тривалою загрозою.

## Головні теми
Більшість роману — ментальні, політичні та спільні. Хоча історія про О'Ніла та його помсту викладена повністю, є й глобальніша історія про те, як уряди країн світу справляються з чумою, яка розповсюджується на обмежені території, які швидко стерилізуються «панічним вогнем», який знезаражує все і всіх у ньому. Північна Африка знищена; Бостон спалений дотла; Рим руйнують атомними бомбами; а США наполягають на рові кобальтового пилу, щоб ізолювати Африку, яка списується як повна втрата.
Збройні сили світу реорганізуються під керівництвом канадського адмірала Франсуа Делакура, який очолює командування бар'єрів, відповідальне за повне відокремлення забруднених і чистих районів. Вчені бавляться зі змовою інтелектуалів, щоб скасувати очікуване придушення досліджень урядами. У країнах по всьому світу розлючені натовпи лінчують ірландців, англійців, лівійців та будь-кого, хто надто на них схожий.
Чума також має серйозні соціальні наслідки. Книга наближає до кінця, що поліандрія неминуче стане обов'язковою, що в свою чергу потенційно надасть жінкам, які беруть участь у таких шлюбах, ще більшу силу.

## Відгуки
Дейв Ленгфорд рецензував «Білу чуму» для White Dwarf № 41 і зазначив, що «Існує величезна кількість напружень наприкінці оповіді й хороша колосальна мелодрама у гонці знищити генну структуру чуми, допоки декілька жінок ще залишаються живими».

### Нагороди
«Біла чума» у 1983 році була номінована на премію «Локус» за найкращий науково-фантастичний роман, але програла роману Айзека Азімова «Межа Фундації».